# Morawy-Kafasy
Morawy-Kafasy – kolonia w Polsce, w województwie mazowieckim, w powiecie ciechanowskim, w gminie Gołymin-Ośrodek.
Do 2023 miejscowość była częścią wsi Smosarz-Dobki.
W latach 1975–1998 Morawy-Kafasy administracyjnie należały do województwa ciechanowskiego.